# Episodi di Squadra Speciale Stoccarda (settima stagione)
La settima stagione della serie televisiva tedesca Squadra Speciale Stoccarda è stata trasmessa  in prima visione assoluta sul canale ZDF dall'8 ottobre 2015 al 31 marzo 2016.
In Italia è stata trasmessa in prima visione assoluta su Rai 2 dal 18 gennaio al 22 agosto 2020.
| Nº | Titolo originale        | Titolo italiano            | Prima TV Germania | Prima TV Italia |
| -- | ----------------------- | -------------------------- | ----------------- | --------------- |
| 1  | Seemannstod             | Delitto a bordo            | 8 ottobre 2015    | 18 gennaio 2020 |
| 2  | Schlitzohr              | I viandanti                | 15 ottobre 2015   | 23 maggio 2020  |
| 3  | Frauenbier              | La quinta generazione      | 22 ottobre 2015   | 30 maggio 2020  |
| 4  | Masken                  | Maschere                   | 29 ottobre 2015   | 6 giugno 2020   |
| 5  | Klug & perfide          | Intelligente e perfida     | 5 novembre 2015   | 13 giugno 2020  |
| 6  | Todschick               | Il concorso di bellezza    | 12 novembre 2015  | 20 giugno 2020  |
| 7  | Tod eines Kammerjägers  | Morte di un disinfestatore | 19 novembre 2015  | 27 giugno 2020  |
| 8  | Künstlerpech            | Sfortuna d'artista         | 26 novembre 2015  | 4 luglio 2020   |
| 9  | Das Gesetz der Straße   | La legge della strada      | 10 dicembre 2015  | 11 luglio 2020  |
| 10 | Das Leben des Brian     | La vita di Brian           | 17 dicembre 2015  | 18 luglio 2020  |
| 11 | Mord mit Stil           | Omicidio con stile         | 7 gennaio 2016    | 25 luglio 2020  |
| 12 | Ausgebremst             | Rischi in pista            | 14 gennaio 2016   | 7 agosto 2020   |
| 13 | Wir haben Ludmilla      | Ludmilla                   | 21 gennaio 2016   | 10 agosto 2020  |
| 14 | Mädelsabend             | Serata libera              | 28 gennaio 2016   | 11 agosto 2020  |
| 15 | L.I.S.A.                | Il blog                    | 4 febbraio 2016   | 12 agosto 2020  |
| 16 | Rad der Zeit            | La ruota del tempo         | 11 febbraio 2016  | 14 agosto 2020  |
| 17 | Sein letzter Pfiff      | L'ultimo fischio           | 18 febbraio 2016  | 17 agosto 2020  |
| 18 | Major Mimis Ende        | Come nei fumetti           | 25 febbraio 2016  | 18 agosto 2020  |
| 19 | Klassenfahrt in den Tod | Gita con delitto           | 3 marzo 2016      | 19 agosto 2020  |
| 20 | Doppelleben             | Doppia vita                | 10 marzo 2016     | 20 agosto 2020  |
| 21 | Alles Natur             | Tutta natura               | 17 marzo 2016     | 21 agosto 2020  |
| 22 | Blutsauger              | Sanguisuga                 | 24 marzo 2016     | 22 agosto 2020  |
| 23 | Shopping-Queen          | La regina dello shopping   | 31 marzo 2016     | 22 agosto 2020  |

## Delitto a bordo
- Titolo originale: Seemannstod
- Diretto da:
- Scritto da:

## I viandanti
- Titolo originale: Schlitzohr
- Diretto da:
- Scritto da:

## La quinta generazione
- Titolo originale: Frauenbier
- Diretto da:
- Scritto da: